# 勘当
勘当（かんどう）は、親が子に対して親子の縁を切ること。

## 日本語における言葉の変遷
勘当はもと法家の術語で、罪を勘(かんが)えて法に当てることをいい、上代では勘当の本来の意義は『類聚三代格』、あるいは『延喜式』にみえるように、罪の軽重に応じて刑を定めるというだけのことであったが、「勘（かんが）え当て、調査して決定すること」の意味で用いられ、中古になると「譴責する」という日本独自の意味が加わり、近世以降には親や上位者が下位者の縁を切るという意味で用いられた。類義語の久離は、親族一同との関係の断絶を言い渡す場合に用いられる。なお、江戸時代の勘当は、本来、奉行所に届け出て公式に親子関係を断つものだが、公にせず懲戒的な意味を持つ内証勘当も行われた。
江戸時代においては、親類、五人組、町役人（村役人）が証人となり作成した勘当届書を名主から奉行所（代官所）へ提出し（勘当伺い・旧離・久離）、奉行所の許可が出た後に人別帳から外し（帳外）、勘当帳に記す（帳付け）という手続きをとられ、人別帳から外された者は無宿と呼ばれた。これによって勘当された子からは家督・財産の相続権を剥奪され、また罪を犯した場合でも勘当した親・親族などは連坐から外される事になっていた。復縁する場合は帳付けを無効にする（帳消し）ことが、現在の「帳消し」の語源となった。ただし、復縁する場合も同様の手続きを必要とした事から、勘当の宣言のみで実際には奉行所への届け出を出さず、人別帳上は親子のままという事もあったという。人別帳に「旧離」と書かれた札(付箋)を付ける事から、「札付きのワル」ということばが生まれた。
近代以後においても明治憲法下の旧民法第742条・749条及び旧戸籍法で戸主の意に沿わない居住・結婚・養子縁組をした家族に対して戸主が当該家族を離籍をした上で復籍を拒むことができる旨の規定があり、勘当の制度が存在した。
現在、日本国憲法下の法律で親子関係を否定する制度は、いくつか存在する。普通養子縁組の裁判離縁、嫡出否認の訴え、親子関係不存在の訴え、血縁関係のない認知の無効請求によって戸籍上の親子の縁を切る制度があるが、これらは実の親子関係を絶つ制度ではなく、親の意の沿わない居住・結婚・養子縁組という理由で親子の縁を一方的に切ることはできない。実の親子が関係を絶つ制度としては、1989年に施行された特別養子縁組による実親子の親族関係終了があるが、特別養子縁組は原則として子供が15歳に達した後はすることができず、また子供のためという制度の趣旨から実親が実子に対して一方的な意向によって法的に親子の縁を切る性格のものではない。そのため、現在では勘当は言葉のみであり法的な手続きとしては存在しない。実親から実子に対して親子関係に関するペナルティーを与えることができるほぼ唯一の制度としては相続廃除があるが、相続廃除は認められる要件が限定的でかつハードルが極めて高いため、これも単に親の意に沿わない（婚姻や職業選択を行った、または不妊や（社会通念上家を継ぐ）男児を出生できなかった）といった理由のみで認められることはまずなく、特に遺言状での宣告の場合は被宣告者による家庭裁判所への異議申し立てにより否認されることが多々ある。

## イギリスにおいて実子を義絶した事例
イギリスの政治家であったレオ・アメリーには、第二次世界大戦当時、既に成人した若者であった二人の息子がおり、そのうち一人はイギリス軍に加わって戦ったのだが、もう一人の息子ジョン・アメリーはナチス・ドイツに与して、出身国イギリス向けの宣伝ラジオ放送に従事した。1945年に終戦を迎えた後、ジョン・アメリーは反逆罪で訴追され、処刑されたが、遺された父親は『Who's Who』に記載されていた自分の経歴の中にあった「息子2人 (two sons)」という記載を、「息子1人 (one son)」と改めるよう編集部に求め、これを認められた。